# كانتا إينوي
كانتا إينوي (باليابانية: 井上 寛太) (12 أبريل 1991 في كيوتو في اليابان – )؛ هو لاعب كرة قدم كان يلعب كلاعب وسط.

## وصلات خارجية
- كانتا إينوي على موقع رابطة كرة القدم اليابانية للمحترفين (اليابانية)